# Max Schneidewin
Maximilian Paul Ernst Berthold Schneidewin (* 24. Februar 1843 in Göttingen; † 22. Januar 1931 in Hameln) war ein evangelischer Theologe, Philosoph, Klassischer Philologe und Gymnasiallehrer. Sein Vater war der klassische Philologe Friedrich Wilhelm Schneidewin, einer seiner Söhne der Jurist Karl Schneidewin.

## Leben
Schneidewin besuchte von 1851 bis 1860 das Göttinger Gymnasium. Er war in dieser Zeit mit Albert Möser (1835–1900) und Eduard Grisebach befreundet. Beide wurden später Schriftsteller. Durch Möser lernte Schneidewin Schopenhauers Philosophie kennen. Von 1860 bis 1863 studierte er in Göttingen alte Sprachen und Philosophie und freundete sich mit dem späteren Goetheforscher Veit Valentin an. 1863 legte er die Oberlehrerprüfung ab.
1864 begann er sein Probejahr am Friedrich-Wilhelms-Gymnasium in Berlin. Von 1865 bis 1867 arbeitete er dort als Hilfslehrer. Zu seinem Berliner Freundeskreis gehörten der Dichter Hans Herrig und der spätere Gymnasiallehrer und Antisemit Bernhard Förster. 1865 promovierte er zum Doktor der Philosophie. 1867 erhielt er die Stelle eines Oberlehrers am Gymnasium in Arnstadt in Thüringen.

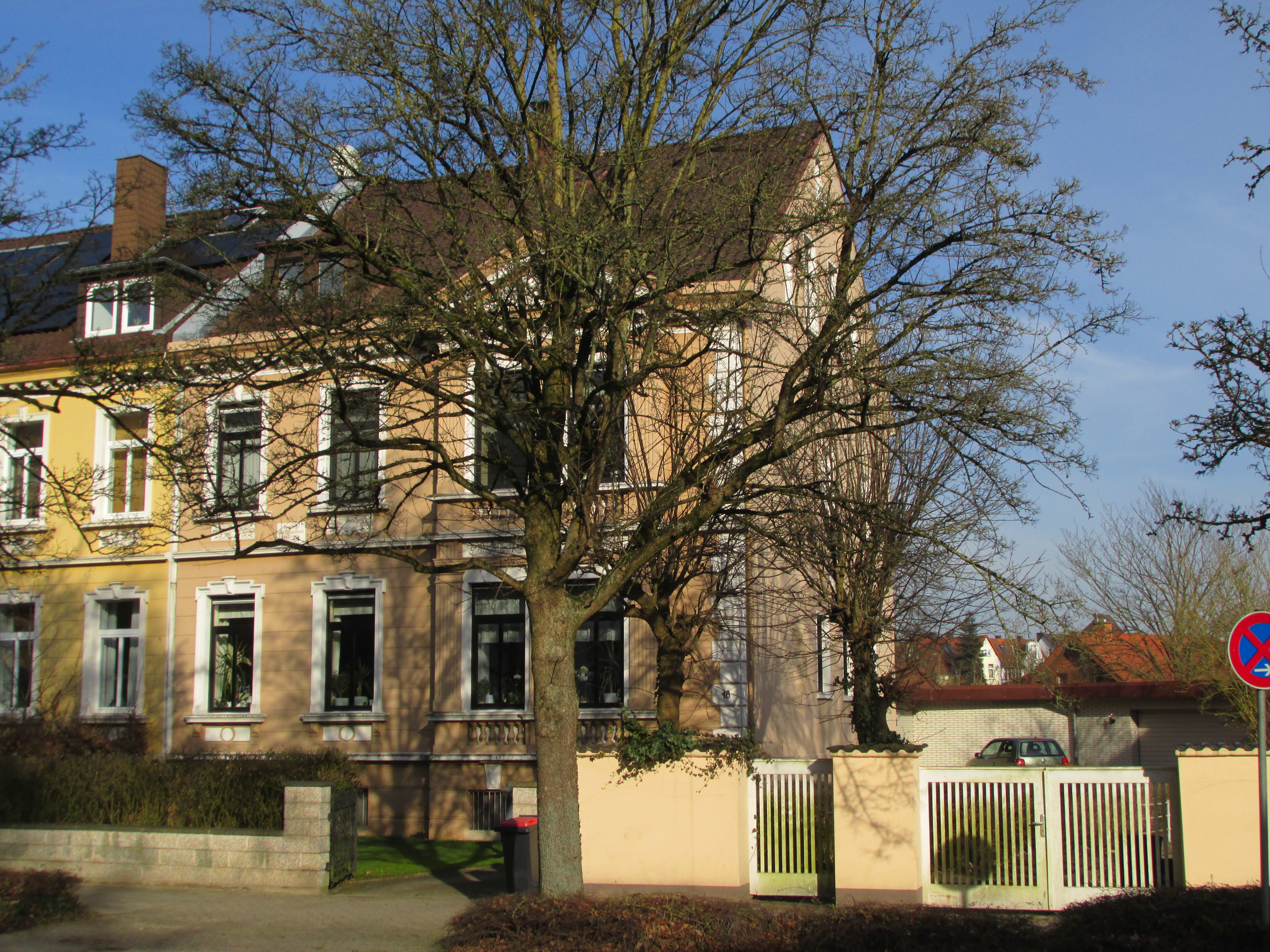
Klütstraße 18, Schneidewins Wohnhaus in Hameln

1870 siedelte er nach Hameln um, wo er bis zu seinem Tode lebte. Er unterrichtete dort 41 Jahre (1870–1911) lang am Schiller-Gymnasium überwiegend in den Fächern Latein und Griechisch. Schneidewin soll die alten Sprachen besser als seine Muttersprache beherrscht haben, bemerkte der Philosoph und ehemalige Schüler Theodor Lessing in seinen Lebenserinnerungen Einmal und nie wieder. Am 14. Juni 1887 wurde Schneidewin der Titel eines Professors verliehen.
Neben seiner Lehrtätigkeit publizierte er vielseitig zu philosophischen, literarischen und tagespolitischen Themen und hielt Vorträge. Er schrieb Beiträge für die Preußischen Jahrbücher und die Berliner Tageszeitung Der Tag aus dem Verlag August Scherl. Im „Tag“ äußerte sich Schneidewin sehr positiv über den Philosophen Eduard von Hartmann.
Schneidewin starb am 23. Januar 1931 in Hameln und wurde dort beerdigt. Er hinterließ seine Frau Adolfine, geborene Koch, und drei Kinder. Der Sohn Wilhelm arbeitete als Studienrat in Norden in Ostfriesland und Sohn Karl als Reichsanwalt in Leipzig. Die Tochter Sophie war als Studienrätin in Bad Oeynhausen tätig.

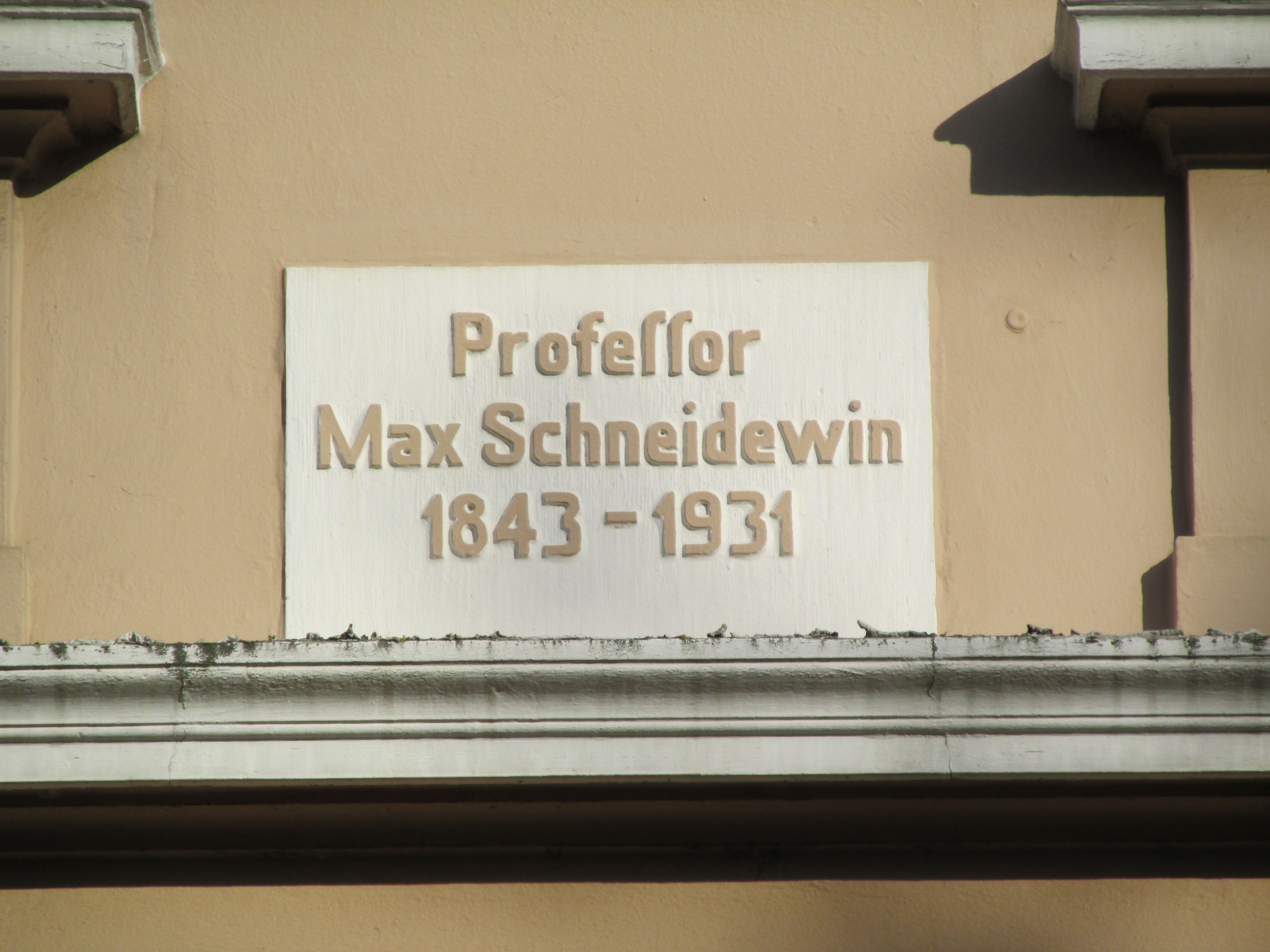
1943 installierte Gedenktafel „Professor Max Schneidewin 1843–1931“

1943 ehrte ihn die Stadt Hameln zu seinem 100. Geburtstag mit einer Gedenktafel an seinem Wohnhaus in der Klütstraße 18.

## Wirken
Schneidewin war ein umfassend ausgebildeter Gelehrter. Er galt als Experte für klassische Philologie. Mit zahlreichen Veröffentlichungen, selbstständig und in Zeitschriften, beteiligte er sich am Austausch seiner Zeit über philosophische, schulpädagogische, philologische und politische Themen und fiel mit seinen Ideen aus dem Rahmen des Üblichen. Er kann zu den Pragmatikern des 19./20. Jahrhunderts gezählt werden. Er lehnte metaphysische und religiöse Konzepte für die Philosophie ab. Kant folgte er insofern, als für ihn Wissen, bzw. Erkennen aus Anschauung und Denken entsteht.

### Als Lehrer
Schneidewin war ein loyaler Beamter. Den autoritativen Unterrichtsstil seiner Kollegen teilte er nicht. Sein persönliches Ansehen stand für ihn nicht im Mittelpunkt. Er hatte vor allem den Wunsch, seinen Schülern seine Kenntnisse zu vermitteln. Diese jedoch schätzten seine verblüffende Gelehrsamkeit gering. Sie nutzten seinen sachbezogenen und freundlichen Unterrichtsstil aus, um sich „für die eherne Zucht“ bei anderen Lehrern schadlos zu halten. Während er sich auf das Thema konzentrierte, kam es immer wieder zu Attacken im Unterricht, auf die er erst reagierte, wenn sie zu heftig wurden – dann allerdings erfolglos. Die Unterstützung durch die Schulleitung, um die er bat, blieb aus.
Schneidewin engagierte sich für Schüler mit Schwierigkeiten. Sein Schüler, der spätere Dichter und Philosoph Theodor Lessing, nannte ihn seinen Lieblingslehrer. Lessing zeigte im Zusammenhang mit Familienproblemen ein auffallend negatives Lernverhalten, dem kein Nachhilfeunterricht beikam. Erst der Kontakt mit Schneidewin setzte Lessing in die Lage, das Abitur abzulegen. Er trat für seinen Lieblingslehrer ein und prügelte sich sogar in den Pausen für ihn. Schneidewin war der einzige Lehrer, der „mich ermutigte zu allem, was man bis dahin als ‚Alotria‘ und als ‚brotlose Kunst‘ mir hatte austreiben wollen: Versemachen, Träumen, Philosophieren.“
Ihre Freundschaft dauerte trotz unterschiedlicher politischer und philosophischer Auffassungen dreißig Jahre lang bis zum Tode Schneidewins.

### Als Autor
Seine umfangreiche literarische Tätigkeit machte Schneidewin deutschlandweit bekannt, zum einen durch philologische Veröffentlichungen, beispielsweise Wörterbüchern zu einzelnen Autoren (Homer und Cicero), und vergleichende Untersuchungen klassischer Texte. 1875 erschien das zusammen mit Berthold Suhle verfasste Handwörterbuch für die ganze griechische Literatur, das auch Wilhelm Pape für sein Handwörterbuch der griechischen Sprache miteinbezog.
Er schrieb Bücher zur antik-klassischen Schulbildung (Das humanistische Gymnasium, 1923) und literarisch-philosophische Beiträge zu klassischer Literatur (Die homerische Naivetät, 1878; Horazische Lebensweisheit, 1890) und neuer klassischer Literatur (Skeptische Gedanken zu Faust, 1909). Kollegen wie den Göttinger Philologen Ernst von Leutsch sowie den Goetheforscher und Kunsttheoretiker Veit Valentin würdigte er in Monographien. Es erschienen Aufsätze über die meistgelesene Autorin seiner Zeit, Ida Hahn-Hahn, und ein Nachruf auf die österreichische Pazifistin Bertha von Suttner.
Seine philologisch orientierten Schriften wurden einerseits positiv gewürdigt. Man lobte seine Sachkenntnis, seine herausragende Fachkompetenz und seinen ansprechenden Stil. Andererseits wurde die Einseitigkeit und der „kleinliche“ und ermüdende Gedankengang seiner Darstellung Antike Humanität bemängelt.
Schneidewin äußerte sich ferner zu aktuellen politischen Themen. In Hameln soll er 1899 der einzige gewesen sein, der den übertriebenen Nationalismus der örtlichen nationalen Vereine laut kritisierte. Die Treue zu Deutschland, so Schneidewin, entarte dort zur „Pudelnärrischkeit“ und sei deutlich antisemitisch. Dies zeige sich am Inhalt des neuen Nationalliedes, das sich seit 1841 zunehmender Beliebtheit erfreute.
Er beschrieb die negativen Auswirkungen der stärker werdenden nationalistischen Tendenzen seiner Zeit (Gegen die Nationalisierung der Philosophie, 1916). Er nahm Stellung, ob Antisemitismus oder Philosemitismus sinnvolle politische Lösungen sein könnten (Die jüdische Frage im Deutschen Reich, 1894). 1909 erschien seine Schrift Pro pace zum Thema Frieden und einer kritischen Darstellung von Voraussagen über einen kommenden Krieg. 1919 veröffentlichte er eine Monographie zum Für und Wider des Frauenstimmrechts.
Schneidewin beschäftigte sich schließlich mit religiösen Fragen. 1902 erläuterte er im „Tag“ seine Folgerungen aus der historisch-kritischen Bibelforschung des 19. Jahrhunderts. Die neutestamentliche Exegese habe ergeben, dass sich das Jesus-Bild der urchristlichen Gemeinden deutlich von dem des institutionalisierten (amtlichen) Christentums der Gegenwart unterscheide. Das, was heute von kirchlichen Autoritäten beispielsweise über Erbsünde und die göttliche Leitung des menschlichen Lebens geäußert werde, habe „Christus noch nicht in seinem Bewusstsein getragen“. Zusammen mit diesen Ergebnissen, den Lehren Keplers und Kopernikus’ und philosophischen Ideen von Giordano Bruno und Baruch de Spinoza über Unendlichkeit sei es nötig, ein neues Gottesbild zu verkünden.

„Dieser Gott würde selbst das aller Welterscheinung zu Grunde liegende einheitliche ‚Subjekt‘, selber der eigentliche Träger alles Erlebens sein, wozu es den vielen Ichen an der Vorbedingung der Substantialität gebricht.“

Er schlug vor, eine Religiosität anzustreben, die von der „Gesinnung jedes Einzelnen für Gott“ getragen werde, anstatt von der Erwartung auf das Handeln eines Gottes, der vermeintlich alles für den Menschen tue.

## Philosophie
Schneidewins pragmatisches Philosophieren war mit Themen verbunden, die im Zusammenhang mit weltanschaulichen Fragen in seiner Zeit standen. Er befasste sich mit der Idee der Unendlichkeit, verstand die antiken Texte, um die sich sein Unterricht drehte, als Anregung für mögliche Antworten auf gegenwärtige Probleme und nahm Stellung zu aktuellen Fragen wie Nationalismus, Antisemitismus und Gleichberechtigung der Frauen.
Er trat für ein autodidaktisches Philosophieren ein. Den Anspruch der Universitäten, sie allein bildeten Philosophen korrekt aus, hielt er für unberechtigt. Philosophen, so schrieb er in seiner Veröffentlichung über Arthur Schopenhauer, Eduard von Hartmann und Adolf Steudel, zeichneten sich vor allem dadurch aus, sich den großen Fragen, was Menschen wissen können, zu widmen, ferner den Bedingungen und der Veränderbarkeit des menschlichen Denkens. Philosophen hätten das innere Bedürfnis, klare Antworten zu finden. Dies gehe weit über jedes literaturwissenschaftliche Interesse hinaus. Die Lektüre anderer Philosophen gehöre selbstverständlich dazu, um den Stand der eigenen Wissenschaft zu kennen. Gott spiele in seinem Philosophieren keine Rolle, er sei ein Philosoph, der das eigene Denken, bzw. die eigene Vernunft dem Gehorsam gegenüber Autoritäten vorziehe.

### Die Idee der Unendlichkeit und ihre Folgen
1900 veröffentlichte Schneidewin „Die Unendlichkeit der Welt nach ihrem Sinn und nach ihrer Bedeutung für die Menschheit. Gedanken zum Angebinde des dreihundertjährigen Gedächtnisses des Martyriums Giordano Bruno’s für die Lehre von der Unendlichkeit der Welt.“ 1909 erschien eine weitere Auflage. Anlass für diese Veröffentlichung war das Buch des dänischen Historikers und Philosophen Troels Troels-Lund (1840–1921) „Himmelsbild und Weltanschauung im Wandel der Zeit“ 1899. Es berührte ein Thema, das Schneidewin schon mit 25 Jahren beschäftigt und ihn 1867 zu der Veröffentlichung „Die kopernikanische Wahrheit und das christliche Dogma“ veranlasst hatte. Theologen seiner Zeit behaupteten ungeachtet der Kopernikanischen Wende immer noch, dass die Erde der Mittelpunkt des Sonnensystems sei. Lund, der ähnliches – wie Schneidewin für Deutschland – für Dänemark feststellte, schloss mit seinem Buch an das brisante Thema an. Mit den Lehren des Nikolaus Kopernikus und Johannes Keplers sei – so Lund – eine neue Epoche angebrochen: Man müsse nun endlich davon ausgehen, dass unser Kosmos unendlich sei.

„In Troels’ Buch begegnete ich zum erstenmale im Leben … dem Unternehmen, … den kosmischen Gedanken, der sonst fast überall in unglaublichster Weise vernachlässigt ist, zur Hauptsache, zum wichtigsten Moment der ganzen Weltanschauung zu machen. Für mich war er immer die Hauptsache gewesen, von ihm aus war ich zum philosophischen Nachdenken gekommen, ihn hatte ich stets als die Thatsache der Thatsachen, welche der Philosophie ihr empirisches Material geben, festgehalten.“

Die Kirche habe recht, wenn sie die Schriften des Kopernikus als Gefahr für ihre Lehre betrachte. Denn die ganze Erlösungsgeschichte setze voraus, dass die Erde der Mittelpunkt der Welt sei. Mit Lund teilte Schneidewin die Auffassung, dass eine Veränderung dieses Weltbildes nicht einfach zu leisten sei. Seit zweihundert Jahren seien die neuen Beschreibungen des Kosmos bekannt, aber alles gehe weiterhin seinen gewohnten Gang. Auch die Philosophen ignorierten im Allgemeinen den kosmischen Gedanken. Die antiken kosmologischen Konzepte, wie sie Lukrez veröffentlicht hatte, waren wegen erwiesener Gottlosigkeit und infolge der Dominanz christlicher Sichten nicht in Gebrauch gekommen. Genauso wenig die Ideen Giordano Brunos und Baruch de Spinozas.
Im neuen Weltbild ist Gott nicht mehr unmittelbar erfahrbar. Der neue Gott sei kein Sittenrichter mehr. Es steht uns nur noch Menschliches zur Verfügung, um uns zu orientieren. Die Menschen sind jetzt miteinander für ihr Handeln verantwortlich. Mit der „christlichen Brüderlichkeit“ habe diese Idee der menschlichen Gesellschaft aber nur wenig gemeinsam. Sie habe in der neuen Epoche einen eigenständigen, Menschen verbindenden Wert und sei nicht an christliche Werte gebunden, die durch das Dogma bestimmt sind.

„Das umfassende diesseitig gesonnene Menschheitsinteresse ist modern und wird nur von gewissen Seiten her fälschlich in das Christentum als dessen ursprüngliche Tendenz hineingedeutet.“

Die Verbindung der anderen Mitmenschlichkeit durch den kosmischen Gedanken hänge mit dessen Weite zusammen. Aus Letzterem ergibt sich das Interesse an allem Menschlichen auf unserem Planeten. Hier distanziert sich Schneidewin von Troels Lund, für den die Liebe Gottes das bleibende Band zwischen den Menschen sein soll. Schneidewin zieht hier Eduard von Hartmanns Idee vor. Dieser habe eine „Religion des Geistes“ entwickelt. Gott und Mensch sind nicht mehr getrennt, der Mensch ist Erscheinung Gottes. Schmerz und Leiden sind Wesensmerkmale des Menschen, und nicht mehr Wesensmerkmale Gottes. Und diese Religion sei dogmenfrei.

### Die Idee der Humanität
Schneidewin sah wie andere seiner Zeitgenossen in der antiken Humanität „ein Vorbild freien und vollen Menschentums“. Der Grundgedanke der antiken Humanität sei gewesen, das aufgeklärte Denken bzw. die Vernunft dazu zu benutzen, um „ein voller (ganzer) Menschen zu sein“.
„Die antike Humanität ist eine Gesinnung“ so erläuterte Schneidewin akribisch über viele Seiten, „eine Denkweise“, die die Empfindungen beeinflusse. Umgekehrt werden die Empfindungen auch von ihr beeinflusst und regeln so das Handeln. Sie verbinde Gleichgesinnte. Diese sind in der Lage, in bestimmten Situationen einvernehmlich zu handeln. Sie ist – in einem philosophischen Sinne – weder beweisbar, noch allgemeingültig. Sie ist eine Art geistiges Eigentum, das der einzelne als wahr voraussetzt und das dem eigenen Handeln dient. Der einzelne hat sie oft schon erprobt, durch Nachdenken überprüft und sie als zu den eigenen Werten gehörig empfunden. Sie ist keine ethische Verpflichtung, sondern die freiwillige Leistung des Einzelnen. Freiheit sei deshalb auch eine Bedingung der Humanität. Die Eigenschaften „frei“ und „menschlich“ werden daher im Lateinischen als gleichbedeutend betrachtet. Humanität entspricht dem Ideal des Menschen.
Folgender altgriechische Vers fasse seine Beschreibung zusammen:

„Du bist ein Mensch. Nun sei es und vergiss es nie!“

Heute bezeichne – davon verschieden – Humanität jede Art von Menschenfreundlichkeit in Wort und Tat. Sie zeige sich als eine liebevolle, entgegenkommende Zuwendung zum anderen, eher mild als streng, vor allem aber als Hilfe und Linderung in der Not. Sie werde praktiziert, weil der Hilfsbedürftige ein Mensch ist. Die antike Humanität werde dagegen praktiziert, weil der Handelnde ein Mensch ist. Antike Humanität stehe dem Subjektiven näher als dem Objektiven. Es wird aus subjektiven Gründen gehandelt.
„Menschenfreundlichkeit“ für „Humanitas“ sei die geläufigste Übersetzung. Gemeint sei, anderen in für sie angenehmer Weise zu begegnen, zum Beispiel einem Gespräch nicht auszuweichen, sondern Frage und Antwort zu stehen. Auch das Interesse am anderen und Nachsicht mit anderen werden als Humanitas bezeichnet. Die Humanitas, die eigene Menschlichkeit, helfe tolerant zu sein, anstatt sich über andere zu ärgern. Humanität bezeichne auch Verhalten, das ein Mensch erst lernen muss, wenn er ein akzeptiertes Mitglied der „humanen Gesellschaft“ sein möchte. Dazu gehören auch die Ausbildung in der Sprache und Kenntnisse der zivilisatorischen Errungenschaften wie Kunst und Wissenschaft. Und nicht zu vergessen das Selbstverständlichste, dass der Irrtum zum Menschen gehöre: Errare humanum est. Auch hierin seien die Menschen der Antike kundig gewesen.
Dieses komplexe Thema und seine Motive seien philosophisch nicht befriedigend darstellbar. Das hänge unter anderem damit zusammen, dass Philosophen mehrheitlich Gestalter des bereits Vorhandenen und keine „Finder“ seien. Die Philosophie verpflichte Philosophen außerdem darauf, den „Inhalt des humanen Bewusstseins“ zu verändern, wenn dies die Sache der Philosophie (das Bestehen auf Beweisen und Allgemeinverbindlichkeit) „so mit sich brachte“.
Außer unter dem Mangel an philosophischer Beweisfähigkeit und Allgemeinverbindlichkeit leide das Ideal der Humanität an dem Nachteil, dass es weder theoretisch noch praktisch „alles ins reine bringen“ könne. Er halte sie aber für die freundlichste „Zufluchtsstätte in dem Dunkel und den Stürmen des Menschenlooses“. Die christlich-theologischen Antworten bleibe sie leider schuldig, sie kenne nur menschliche Antworten.
Für seine Schüler wünsche er sich, dass die Idee der antiken Humanität wieder Bedeutung für die Gegenwart erlange. Sie brauchen in ‚unserer rastlosen Zeit‘ Orientierung an dem, was er als das ‚wahrhaft Wesentliche‘ der humanen Gesellschaft, nämlich als „subjektive Menschlichkeit“, bzw. in anderem, weiteren Zusammenhang mit dem „Wohlgefallen am eigenen Tun“ beschrieben habe.

## Veröffentlichungen
- Ueber die Keime erkenntnisstheoretischer und ethischer Philosopheme bei den vorsocratischen Denkern. In: Philosophische Monatshefte. Bd. 2, 1869, S. 257, 345, 429.
- Ueber die neue „Philosophie des Unbewußten“. Hameln 1871.
- Übersichtliches Griechisch-Deutsches Handwörterbuch für die ganze griechische Literatur. Mit einem tabellarischen Verzeichniss  unregelmäßiger Verba. Zusammen mit Berthold Suhle. Leipzig 1875.
- Die homerische Naivetät. Eine ästhetisch-culturgeschichtliche Studie. Hameln 1878.
- Drei populär-philosophische Essays. Hameln 1883 (1. „Arthur Schopenhauer und Eduard von Hartmann“, 2. „Adolph Steudel“, 3. „Eins der geflügelten Worte des Goethe’schen Faust als harmonische Lösungsformel des modernen Lebens“, OCLC 29274832, Digitalisat).
- Homerisches Vocabularium sachlich geordnet. Paderborn 1883.
- Deutsch und lateinisch gefaßte disponierende Übersicht der Ciceronischen Miloniana und Sestiana. Hameln 1884.
- Ernst von Leutsch. Ein Nekrolog. Göttingen 1888.
- Die Horazische Lebensweisheit aus den fünfzehn den Fragen der Lebenskunst gewidmeten Oden. Hannover 1890.
- Cicero und Jacob Grimm über das Alter. Hamburg 1893.
- Ein zusammenfassender und metakritischer Rückblick auf Cicero’s Beurteilung der Epikureischen Ethik in seinem zweiten Buche de finibus. Festschrift. Hameln 1894.
- Die jüdische Frage im Deutschen Reich. Versuch eines unparteiischen und auf die salus publica zielenden Schiedsspruches zwischen Antisemitismus und Philosemitismus. Hameln 1894.
- Die antike Humanität. Berlin 1897.
- Über das Leben des Johannes Schneidewin (geboren 1519 in Stolberg). Siehe den Artikel von Max Schneidewin. Stolberger Anzeiger, 14. August 1903.
- Die Unendlichkeit der Welt nach ihrem Sinn und nach ihrer Bedeutung für die Menschheit. Gedanken zum Angebinde des dreihundertjährigen Gedächtnisses des Martyriums Giordano Bruno’s für die Lehre von der Unendlichkeit der Welt. Berlin 1909.
- Skeptische Gedanken zu Fausts zweitem Monolog (= Studien zur vergleichenden Literaturgeschichte). Berlin 1909.
- Der katholische Reichskanzler und die geistige Freiheit. Hameln 1918.
- Die aristotelische Physiognomik. Schlüsse vom Körperlichen auf Seelisches. Heidelberg 1929.